# Sheboygan Red Skins

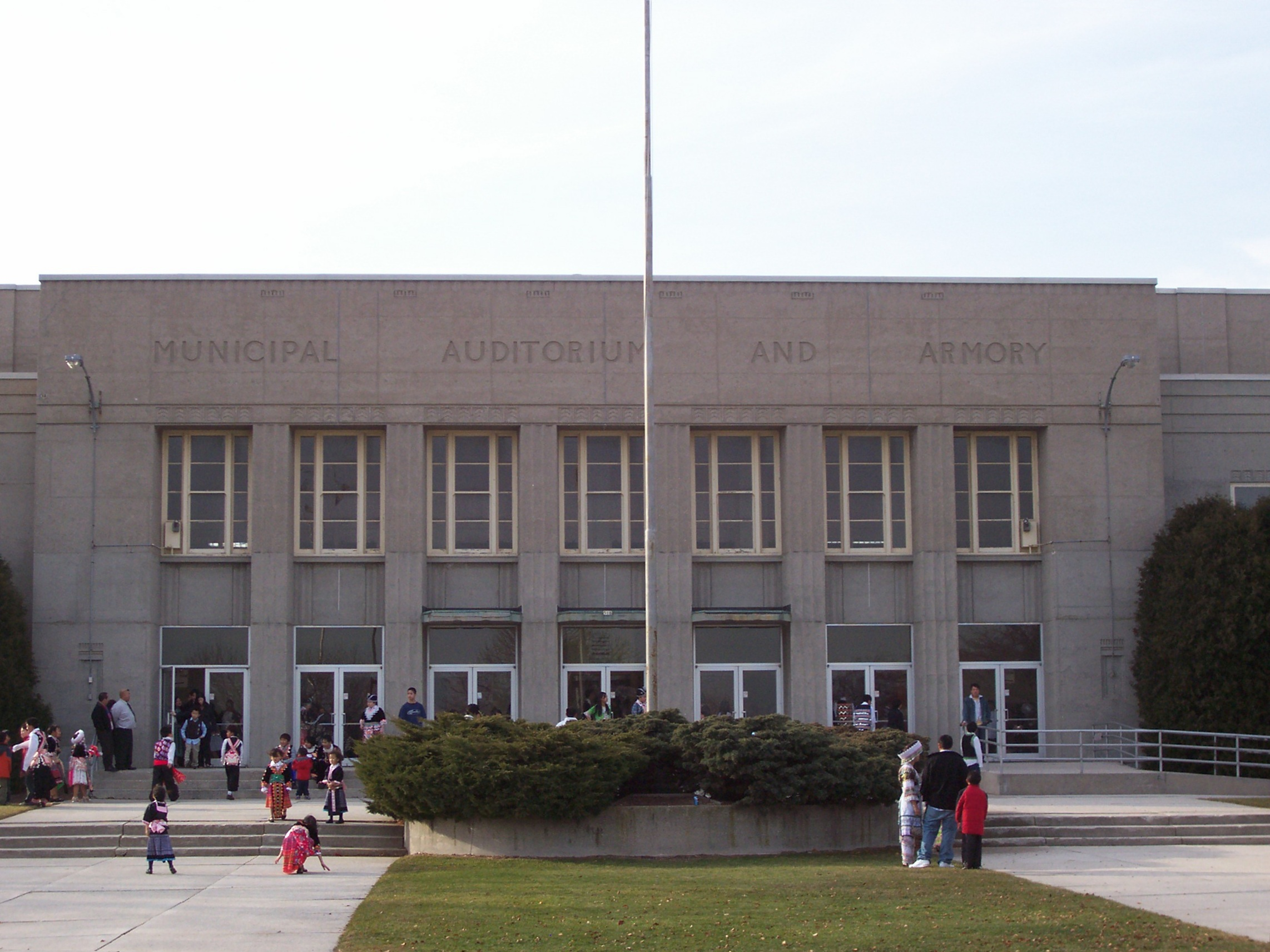
O Sheboygan Municipal Auditorium and Armory foi o ginásio oficial do Sheboygan Red Skins.

O Sheboygan Red Skins foi um clube de basquetebol localizado em Sheboygan, Wisconsin, Estados Unidos. Foi fundado em 1938 como The Enzo Jels, e disputou campeonatos na National Basketball League - onde foi campeão na temporada de 1942-43, National Basketball Association e National Professional Basketball League - onde foi campeão na temporada de 1950-51. Encerrou suas atividades no ano de 1952.